# Barbara Schöneberger

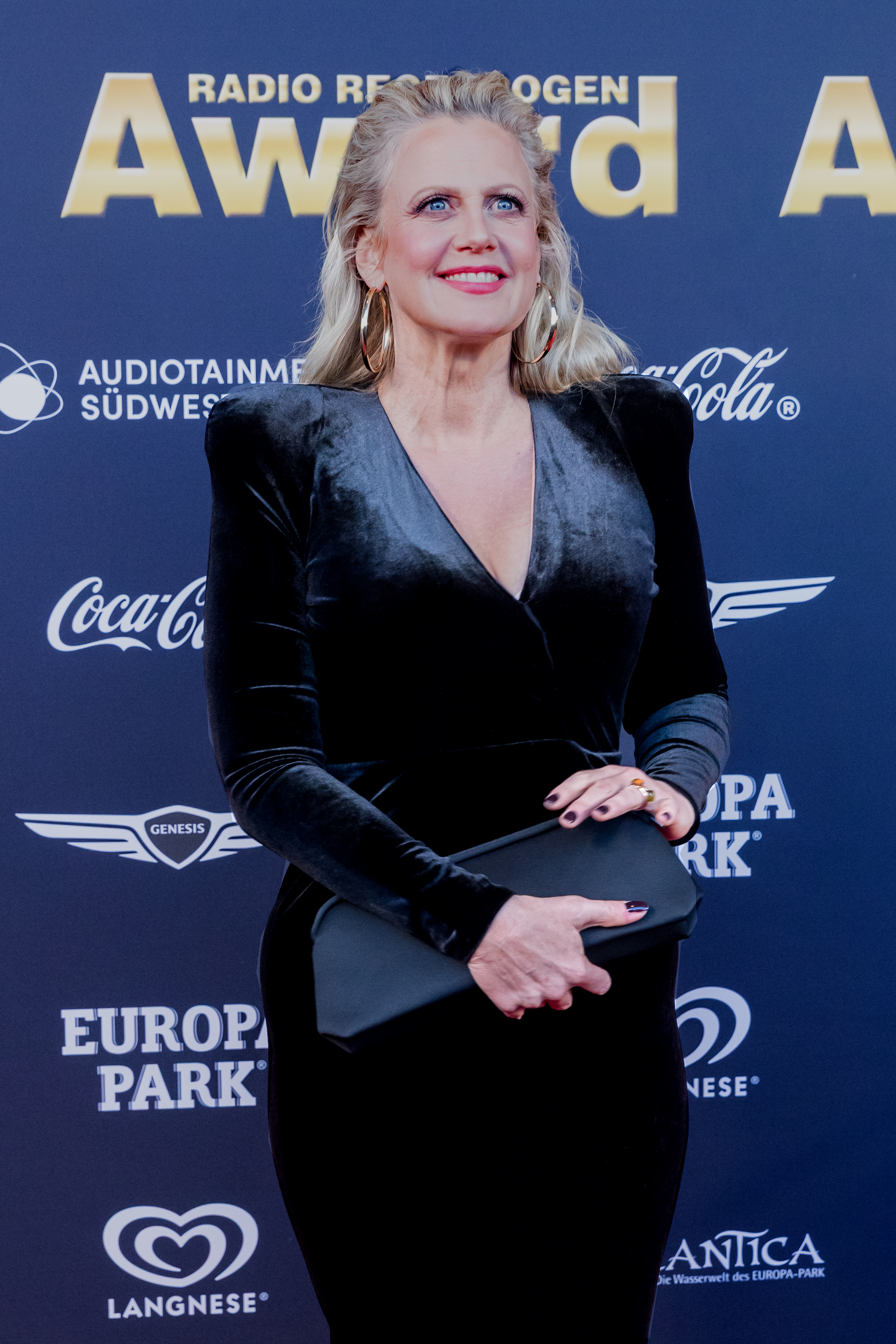
Barbara Schöneberger, 2025

Barbara Schöneberger (* 5. März 1974 in München; bürgerlich Barbara von Schierstädt) ist eine deutsche Fernseh- und Hörfunkmoderatorin, Entertainerin, Schauspielerin und Sängerin.

## Leben und Studium
Barbara Schöneberger ist die Tochter des Soloklarinettisten Hans Schöneberger (* 1944) und der Hausfrau Annemarie Schöneberger. Sie wuchs in Gröbenzell bei München auf. Nach ihrem Abitur am Pestalozzi-Gymnasium in München 1993 absolvierte Schöneberger ein Volontariat bei der Modezeitschrift Mode Spezial in München.
Von 1994 bis 1999 studierte sie Soziologie, Kommunikationswissenschaft und Kunstgeschichte an der Universität Augsburg. Obwohl sie in der Zwischenprüfung als Einzige die Bestnote „1,0“ erzielt und von der Universität eine Stelle als studentische Hilfskraft angeboten bekommen hatte, brach sie ihr Studium nach dem zehnten Semester ab. Sie hatte sämtliche Scheine erfolgreich absolviert; zum Studienabschluss fehlte einzig die Magisterarbeit. Parallel zum Studium hatte sie jedoch für die Agentur Trendhouse EventMarketing in München gearbeitet und war so bereits in das Berufsfeld Fernsehen und Medien eingestiegen, was sie nun hauptberuflich fortsetzte.
Schöneberger lebt in Berlin-Charlottenburg, ist seit 2009 mit dem Computer-Unternehmer Maximilian von Schierstädt verheiratet und hat einen Sohn (* 2010) sowie eine Tochter (* 2013). Im August 2018 bestätigte sie in einem Interview, den Nachnamen ihres Ehemanns angenommen zu haben, tritt aber in ihrer beruflichen Tätigkeit weiterhin unter ihrem Geburtsnamen Schöneberger auf.

## Karriere

### Fernsehen und Kino
Nach ihrem ersten Fernsehauftritt, einer Gastrolle in der Serie Café Meineid, wurde Schöneberger 1998 Assistentin von Elmar Hörig in der Sat.1-Spielshow Bube, Dame, Hörig. Nach einem Auftritt in der Harald Schmidt Show äußerte der Moderator Harald Schmidt, sie solle eine eigene Sendung bekommen. Unmittelbar nach diesem Auftritt wurde Schöneberger zu einem Casting für die Sendung Tie Break eingeladen. 1999 bestritt Schöneberger mit dieser DSF-Sendung zum Thema Tennis ihre erste Moderation. Im selben Jahr übernahm sie neben Matthias Opdenhövel die Co-Moderation der Sendung Weck Up, die sonntagmorgens bei Sat.1 ausgestrahlt wurde, und moderierte bis 2003, sowie 2001 mit Kena Amoa die Reality-TV-Show Girlscamp. 2002 trat Schöneberger in einer Sondersendung der Harald Schmidt Show auf, bei der nur Französisch gesprochen wurde (Le show en français).
Einen ersten großen Erfolg hatte Schöneberger mit ihrer Sendung Blondes Gift. Die Talkshow lief ab 23. April 2001 zunächst auf dem Privatsender suntv (ein Programmfenster auf den städtischen Privatsendern Hamburg 1, TV.München und TV.Berlin) und wurde dann für ein Jahr vom WDR Fernsehen übernommen.
Nach Dirk Bach und Thomas Ohrner moderierte Schöneberger im Jahr 2003 die ZDF Live-Gala Comedy für Unicef. Ab dem 1. Februar 2003 moderierte Schöneberger am späten Samstagabend im ZDF die Schöneberger Show, in welcher sie Gäste wie Michael Herbig, Anke Engelke, Hella von Sinnen oder Wigald Boning empfing. Nach 17 Folgen wurde diese wegen zu geringer Einschaltquoten abgesetzt.

Im März 2004 wechselte Schöneberger mit Blondes Gift zu ProSieben, wo sie bis zum 8. August 2005 zu sehen war. Wiederholungen wurden teilweise auf dem Sender TIMM ausgestrahlt. Regelmäßige Gastauftritte in der Talkshow Blond am Freitag, dem Comedy-Quiz Genial daneben – Die Comedy Arena und anderen Panel-Shows folgten.

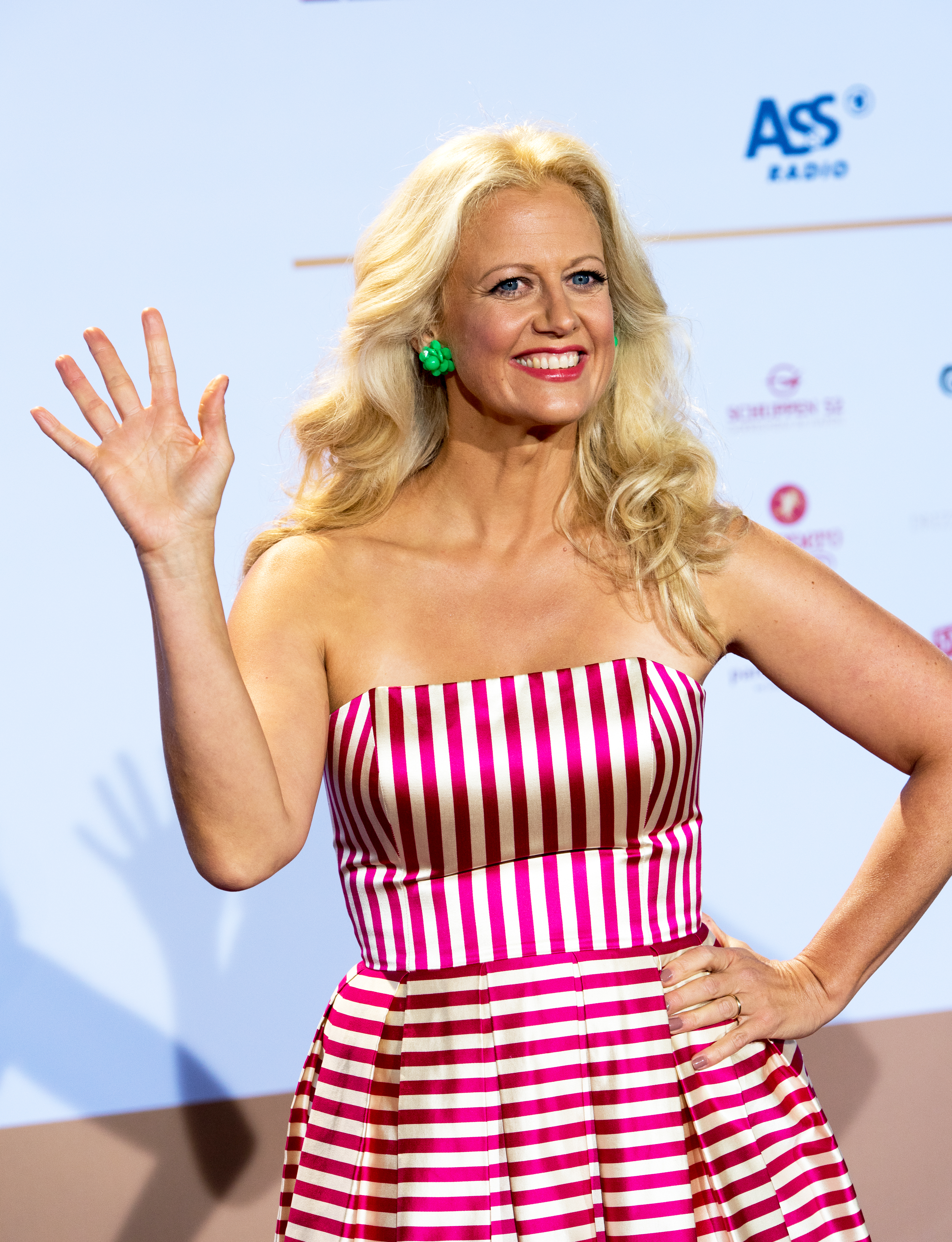
Barbara Schöneberger in jungen Jahren beim Deutschen Radiopreis 2016 in Hamburg

Ab Anfang Januar 2005 moderierte Schöneberger die Show Soundtrack of my life – Stars und ihre Lieblingssongs. Da die Sendung sehr schlechte Einschaltquoten vorwies, wurden lediglich zwei Folgen ausgestrahlt. In der einminütigen Fernsehkolumne Big City Fever war sie zu sehen, die als Werbevorspann für Coca-Cola vor Sex and the City seit dem 12. April 2005 wöchentlich auf ProSieben gezeigt wurde. Darin kommentierte Schöneberger Alltagsbegebenheiten aus dem Leben in einer Großstadt. Zudem ist sie Stammgast der Improvisationscomedy Frei Schnauze, in der sie ihre Fähigkeit zeigt, sehr schnell zu erraten, was die anderen Kandidaten darstellen. Des Weiteren war sie Gast in allen sechs Folgen der RTL-Spielshow Typisch Frau – Typisch Mann (2006).
2007 wurde Schöneberger in die Jury des Deutschen Fernsehpreises berufen. Seit dem 18. Januar 2008 moderiert Schöneberger zusammen mit Hubertus Meyer-Burckhardt die NDR Talk Show, eine Gesprächsrunde mit wechselnden Gästen, über die die Moderatorin anlässlich des 40-jährigen Jubiläums der Sendung sagte:

„Ein gutes Gespräch ist meiner Meinung nach nicht planbar […] Vielmehr muss es einem gelingen, eine gute Stimmung zu kreieren, auf die sich sowohl der Gast als auch der Gastgeber einlassen und in die sich beide fallen lassen können und von deren Energie sie sich tragen lassen.“

Schöneberger moderiert neben der NDR Talk Show zahlreiche weitere Formate im Fernsehen:
So moderierte sie von 2013 bis 2017 die auf RTL ausgestrahlte Live-Show Die 2 – Gottschalk & Jauch gegen alle. In ihr traten Thomas Gottschalk und Günther Jauch gegen mehrere Studiokandidaten, das Studiopublikum und die Fernsehzuschauer an. Im Sommer 2018 begann die Nachfolgesendung Denn sie wissen nicht, was passiert, in der Günther Jauch, Thomas Gottschalk und Barbara Schöneberger stets per Zufallsprinzip erfahren, wer die Sendung moderiert und welche verbliebenen Moderatoren in diversen Spielen gegen prominente Gäste antreten. Als Spielleiter und Schiedsrichter fungiert Thorsten Schorn.
Oft zu sehen ist sie außerdem in der ARD Quizshow: das Quiz, das die Höhepunkte des Jahres komödiantisch aufarbeitet.
2012, 2014 und 2015 moderierte sie die Romy-Verleihung. Durch die steigende Popularität, die sie dadurch in Österreich erlangte, moderierte sie nachfolgend gemeinsam mit Alfons Haider nun auch die Starnacht am Wörthersee im Juli und im September die Starnacht aus der Wachau.

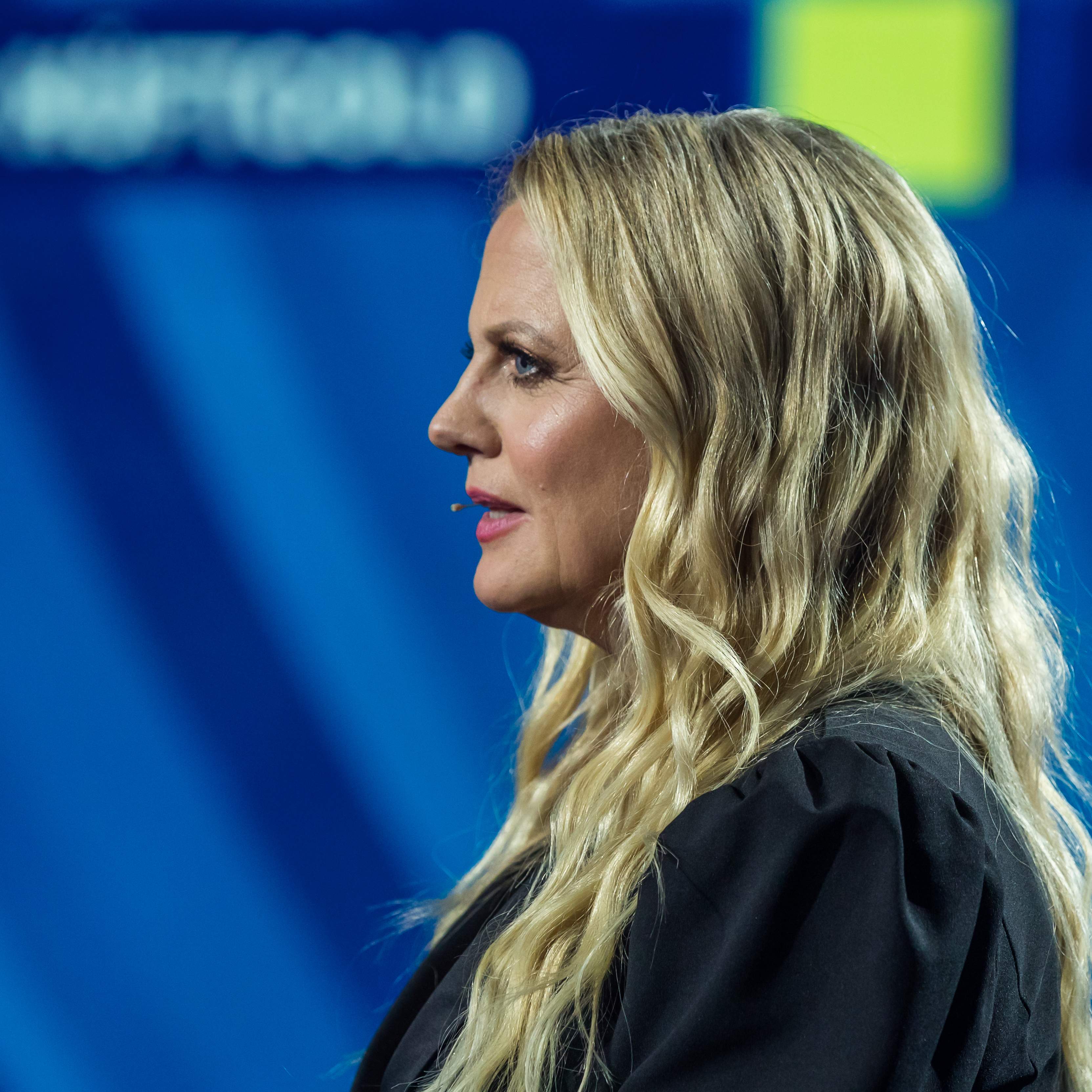
Schöneberger während der Livesendung des Vorentscheids Unser Lied für Liverpool, 2023

Seit 2015 verkündet Schöneberger die deutschen Punkte für den Eurovision Song Contest. Bereits im Jahr zuvor moderierte sie erstmals den deutschen Vorentscheid, den sie mit Ausnahme von 2018 (andere Moderatoren), 2020 und 2021 (interne Auswahl) seitdem regelmäßig moderiert. Zusätzlich präsentiert sie jährlich das deutsche Rahmenprogramm der ARD wie den Countdown und die After-Show. Da diese Sendungen 2023 live aus Liverpool ausgestrahlt wurden, durfte sie die Punktevergabe aufgrund entsprechender Regeln der Veranstalter in jenem Jahr nicht übernehmen.
Im September 2017 moderierte sie den Deutschen Radiopreis in der Hamburger Elbphilharmonie. 2014 und seit 2016 moderiert sie außerdem die Bambi-Verleihung, sowie diverse einmalige Sendungen. Außerdem moderiert sie auch regelmäßig Galas und andere Veranstaltungen außerhalb des Fernsehens.
Neben ihrer Moderatorinnen-Tätigkeit übernimmt sie regelmäßig kleinere Schauspielrollen in deutschen Filmen und Fernsehserien, darunter Kinder- und Jugendfilme wie Hanni und Nanni, wie auch Komödien wie Keinohrhasen. Seit Jahren ist sie zudem in Werbefilmen für unterschiedliche Unternehmen tätig z. B. Wayfair, VHV Gruppe und Homann Feinkost.
Des Weiteren tritt sie auch regelmäßig als Gast in Fernsehsendungen anderer Moderatoren auf, so war sie unter anderem in Das Quiz, Du gewinnst hier nicht die Million oder Zimmer frei! zu Gast.
Schöneberger engagiert sich für karitative Einrichtungen wie terre des hommes und bei Wohltätigkeitsveranstaltungen. Am 30. Mai 2011 gewann sie beim Prominenten-Special der Sendung Wer wird Millionär? eine Million Euro, die sie zu Gunsten von Terre des hommes, Livslust und Herzenswünsche spendete.
Am 27. Juli 2021 bestätigte der SWR-Programmdirektor Clemens Bratzler, dass Schöneberger die Moderation der Sendung Verstehen Sie Spaß? übernehmen wird. Ihr erster Auftritt fand am 2. April 2022 statt.

### Printmedien
Als Schülerin stand Schöneberger für eine Foto-Love-Story der Zeitschrift Mädchen vor der Kamera.
Sie schrieb als Kolumnistin für die Magazine Maxim, Jolie, Woman und die Fernsehzeitschrift Hörzu und war Fotomodell unter anderem für das Männermagazin Maxim.
Ab 2015 vertrieb sie ein eigenes Frauenmagazin namens Barbara, das damit warb „kein normales Frauenmagazin“ zu sein, da „ohne Diät, Workout und To-Do-Listen!“ Das Magazin erschien beim Verlagshaus Gruner + Jahr; Schöneberger war als festes Redaktionsmitglied beteiligt. Im Februar 2023 verkündete Gruner + Jahr, dass die Zeitschrift eingestellt wird. Das Heft Juli 2023 war die 77. und letzte Ausgabe.

### Musik

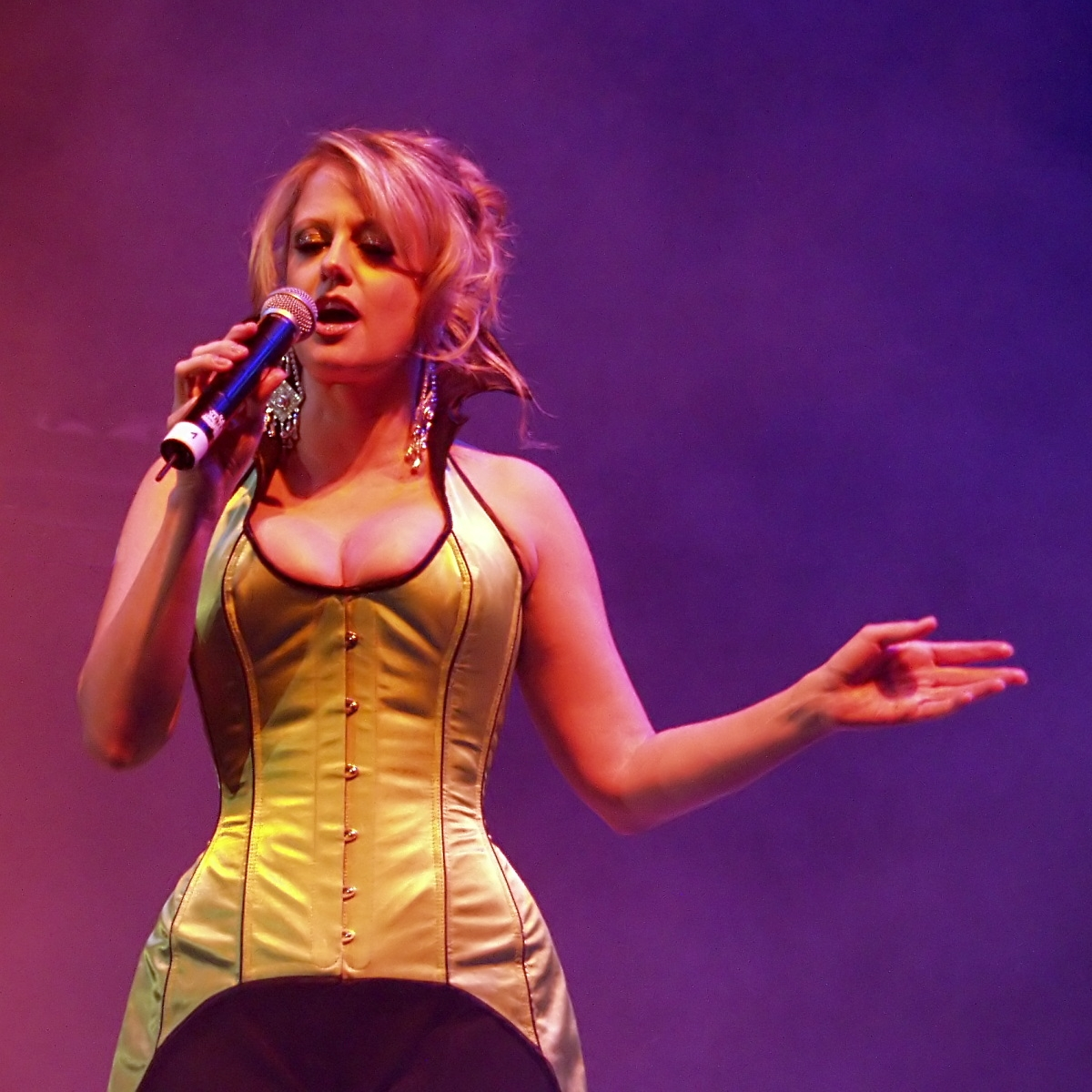
Schöneberger beim Benefiz-Konzert Cover me im Palladium (Köln), 2007

Im Februar 2006 sang Schöneberger im Rahmen der Show Stars go Swing mit dem Capital Dance Orchestra, produziert von Robert Mudrinic, im TIPI am Kanzleramt. Im September 2007 startete sie ihre erste Tour als Sängerin der Band The Berlin Pops Orchestra unter der Leitung von Joris Bartsch Buhle; am 2. November 2007 erschien ihr erstes Album Jetzt singt sie auch noch!, aus dem als erste Single Männer muss man loben veröffentlicht wurde. Im Februar 2008 wurde die zweite Single Zu hässlich für München ausgekoppelt.
Am 25. September 2009 erschien Schönebergers Zweitwerk Nochmal, nur anders, das sich thematisch vom Swing entfernt und dem typischen Disco-Sound der siebziger Jahre zuwendet.
Am 25. Oktober 2013 erschien Schönebergers drittes Album Bekannt aus Funk und Fernsehen, das sich thematisch um ihr Leben zwischen Fernsehfrau und Hausfrau dreht, und das sie 2014 auch auf der Bühne präsentierte.
Am 11. Mai 2018 erschien Schönebergers viertes Album Eine Frau gibt Auskunft, das sich thematisch in jedem Song mit unterschiedlichen Perspektiven von Frauen auseinandersetzt und dabei die Männerwelt kritisch, aber mit einem Augenzwinkern auf die Schippe nimmt.

### Hörfunk
Im Oktober 2018 startete das Barba Radio (Eigenschreibweise: barba radio), ein 24-Stunden-Hörfunkprogramm mit Fokus auf Schöneberger. Das Programm wird über eine App, die Website und Radioaggregatoren verbreitet. Ihre Gespräche mit prominenten Gästen unter dem Programmtitel Mit den Waffeln einer Frau stehen auch online als Podcast zur Verfügung.
Aktuell moderiert sie am Wochenende beim Würzburger Hörfunksender Gong 106,9, beim Berliner Sender 94,3 rs2, für den sächsischen Sender Radio PSR ebenso wie für den Sender Antenne 1 in Baden-Württemberg Das Barbaradio – Die barba radio Show mit prominenten Gästen. Seit Februar 2020 läuft diese Sendung auch auf Donau 3 FM und seit dem 2. Januar 2022 bei Antenne NRW. Teil der barba radio Show ist auch der Talk Mit den Waffeln einer Frau.

### Moderation von Preisverleihungen
- 2002, 2014, 2016, 2017: Bambi-Verleihung, Das Erste
- 2008: Deutscher Filmpreis 2008 (Moderation), RBB
- 2009: Adolf-Grimme-Preis (Moderation), 3sat
- 2009–2011: Deutscher Filmpreis (Moderation), ZDF
- 2009/2012/2015–2018: Echo (Musikpreis) (Moderation), Das Erste
- Seit 2011: Deutscher Radiopreis (Moderation), NDR
- 2012/2014–2015: Romy (Fernsehpreis) (Moderation), ORF
- Seit 2013 Moderatorin der jährlichen Preisverleihungsgala des Autopreises Das Goldene Lenkrad der Boulevardzeitung Bild am Sonntag („BamS“)[51][52][53]
- 2017: Webvideopreis Deutschland (Moderation)
- 2016–2022/2024: Deutscher Fernsehpreis

### Jurymitgliedschaften
- Seit 2009 ist sie in der Jury des Autopreises Das Goldene Lenkrad der Boulevardzeitung Bild am Sonntag („BamS“) und seit 2013 zusätzlich Moderatorin der Preisverleihung
- 2010: Unser Star für Oslo (Jurymitglied im Halbfinale), ProSieben

## Ehrenamtliches Engagement
Schöneberger engagiert sich ehrenamtlich für die Deutsche Knochenmarkspenderdatei und übernahm mehrmals die Moderation des DKMS Dreamballs. Für ihr Engagement wurde sie 2009 mit dem Douglas Hoffnungsträger-Preis ausgezeichnet. Außerdem ist sie, zusammen mit ihrem TV-Moderator-Kollegen Oliver Welke, langjährige Botschafterin für das internationale Kinderhilfswerk terre des hommes.

## Auszeichnungen und Ehrungen
- 2002: Nominierung zum Deutschen Fernsehpreis
- 2003: Nominierung für den Adolf-Grimme-Preis in der Kategorie Unterhaltung / Spezial für „den eigenständig-spielerischen Umgang mit den Konventionen einer Talkshow in der Reihe Blondes Gift“
- 2007: Deutscher Comedypreis als Ensemblemitglied von Frei Schnauze XXL (Beste Comedy-Show)
- 2015: Bundesverdienstkreuz am Bande des Verdienstordens der Bundesrepublik Deutschland für das Engagement als Botschafterin des Hilfswerkes terre des hommes für die Rechte notleidender Kinder
- 2016: Deutscher Fernsehpreis für die Moderation von Die 2 – Gottschalk & Jauch gegen ALLE bei RTL
- 2016: Romy in der Kategorie Show/Unterhaltung
- 2016: Goldene Henne in der Kategorie Publikumspreis Entertainment
- 2019: Horizont Award Frau des Jahres in der Kategorie Medien
- 2023: Bayerischer Verdienstorden
- 2023: Deutscher Fernsehpreis in der Kategorie Beste Moderation / Einzelleistung Unterhaltung für die Moderation von Unser Lied für Liverpool in der ARD

2018 taufte Schöneberger in Frankfurt am Main das Flusskreuzfahrtschiff NickoVISION.

## Fernsehmoderationen

### Fortlaufend
- seit 2008: NDR Talk Show, NDR
- seit 2013: Countdown für … / Grand Prix Party, Das Erste
- seit 2014: Deutsche Vorentscheidung zum Eurovision Song Contest, Das Erste
- seit 2015: Starnacht, MDR
- seit 2018: Denn sie wissen nicht, was passiert, RTL
- seit 2022: Verstehen Sie Spaß?, Das Erste, ORF 1, SRF 1

### Früher
- 1998: Bube, Dame, Hörig, Sat.1
- 1999: Kanal fatal, BR Fernsehen
- 1999: Voll Witzig, Sat.1
- 1999–2003: Weck Up, Sat.1
- 1999: TieBreak, DSF
- 2000/2001: Sat.1-Silvester-Gala, Sat.1
- 2001: Girlscamp, Sat.1
- 2001–2005: Blondes Gift (2001–2002 suntv, 2002–2003 WDR Fernsehen, 2004–2005 ProSieben)
- 2002: ran WM-Fieber, Sat.1
- 2003: Die Schöneberger-Show, ZDF
- 2003: Comedy Champ, ZDF
- 2003: Comedy für UNICEF, ZDF
- 2004/2005: Mania, RTL
- 2004–2007: Die 5 Millionen SKL Show, RTL
- 2005–2007: Life Ball
- 2005–2007: Frei Schnauze (XXL), RTL
- 2005: Big City Fever, ProSieben
- 2005: Soundtrack of my Life, ProSieben
- 2005: Urmel aus dem Eis, Sat.1
- 2006: SOKO Wien, ZDF, 2. Staffel, Folge 6: „Auge um Auge“
- 2007: Notruf Hafenkante, ZDF, 2. Staffel, Folge 25: „Heirate mich“
- 2008: Großstadtrevier, Das Erste, Folge 274: „Heikle Mission“
- 2009: Bernd & Friends, KiKA
- 2013–2017: Die 2 – Gottschalk & Jauch gegen alle, RTL
- 2020: Eurovision Song Contest 2020 – das deutsche Finale live aus der Elbphilharmonie, Das Erste
- 2021: Zeugnis für Deutschland, RTL
- 2021: Lebenslieder, Das Erste
- 2021: LOL: Last One Laughing

## Filmrollen
- 1999: Carmare
- 1999: Komiker
- 2000: Der Himmel kann warten
- 2001: Das Amt (Fernsehserie, Folge Hagen in Angst)
- 2001: Balko
- 2002: Crazy Race (Fernsehfilm)
- 2004: Die Unglaublichen – The Incredibles (Synchronstimme für Elizabeth Peña als Mirage)
- 2005: Urmel aus dem Eis (Fernsehfilm)
- 2006: Der Räuber Hotzenplotz
- 2006: Lucas, der Ameisenschreck (Synchronstimme)
- 2007: Herr Bello
- 2007: Keinohrhasen (Cameo)
- 2007: Underdog – Unbesiegt weil er fliegt (Synchronstimme)
- 2009: Niko – Ein Rentier hebt ab (Synchronstimme)
- 2010: Freche Mädchen 2
- 2011: Lindburgs Fall (Fernsehfilm)
- 2011: Männerherzen … und die ganz ganz große Liebe
- 2012: Hanni & Nanni 2
- 2013: Hanni & Nanni 3
- 2019: Love Machine

## Diskografie

### Studioalben
| Jahr | Titel                          | Höchstplatzierung, Gesamtwochen, AuszeichnungChartplatzierungen (Jahr, Titel, Platzierungen, Wochen, Auszeichnungen, Anmerkungen) | Höchstplatzierung, Gesamtwochen, AuszeichnungChartplatzierungen (Jahr, Titel, Platzierungen, Wochen, Auszeichnungen, Anmerkungen) | Anmerkungen                              |
| Jahr | Titel                          | DE | AT | Anmerkungen                              |
| ---- | ------------------------------ | --- | --- | ---------------------------------------- |
| 2007 | Jetzt singt sie auch noch!     | DE28 (12 Wo.)DE | — | Erstveröffentlichung: 2. November 2007   |
| 2009 | Nochmal, nur anders            | DE43 (2 Wo.)DE | — | Erstveröffentlichung: 25. September 2009 |
| 2013 | Bekannt aus Funk und Fernsehen | DE52 (3 Wo.)DE | — | Erstveröffentlichung: 25. Oktober 2013   |
| 2018 | Eine Frau gibt Auskunft        | DE15 (4 Wo.)DE | AT72 (1 Wo.)AT | Erstveröffentlichung: 11. Mai 2018       |

### Singles
| Jahr | Titel Album                                      | Höchstplatzierung, Gesamtwochen, AuszeichnungChartplatzierungen (Jahr, Titel, Album, Platzierungen, Wochen, Auszeichnungen, Anmerkungen) | Höchstplatzierung, Gesamtwochen, AuszeichnungChartplatzierungen (Jahr, Titel, Album, Platzierungen, Wochen, Auszeichnungen, Anmerkungen) | Anmerkungen                            |
| Jahr | Titel Album                                      | DE | AT | Anmerkungen                            |
| ---- | ------------------------------------------------ | --- | --- | -------------------------------------- |
| 2007 | Männer muss man loben Jetzt singt sie auch noch! | DE58 (5 Wo.)DE | AT72 (1 Wo.)AT | Erstveröffentlichung: 25. Oktober 2007 |

Weitere Singles
- 2008: Zu hässlich für München
- 2009: Jingle Bells
- 2014: Herr Kaiser
- 2018: Du willst es doch auch
- 2018: Happy Patchwork Family
- 2018: Mädchen mein Mädchen
- 2018: Das beste Date seit Jahren
- 2018: Alles Gute

### Gastbeiträge
- 2019: Niemand (mit Roland Kaiser auf seinem Album Alles oder dich)